# Isaac Sprague
Isaac Sprague ( 5 de septiembre de 1811 Hingham (Massachusetts) - 1895, Needham (Massachusetts)) fue un artista ilustrador autodidacta estadounidense, especializado en paisajes, botánica y ornitología.

## Biografía
Comienza su aprendizaje con un tío, especializado en la decoración de cielorrasos y de cornisas. Sprague trabaja luego con John J. Audubon (1785-1851) en 1840, al que admira por sus ilustraciones de aves. En 1843, será su asistente para una expedición ornitológica que remonta el Misuri. Sprague realiza las mediciones y conforma croquis. Su nota de apuntes, que mantuvo durante esa expedición, se conserva en el Boston Athenæum. El pájaro Anthus spragueii fue descubierto durante ese viaje y Audubon se lo dedica en 1844. Ciertas ilustraciones de Sprague se usaron en ulteriores obras de Audubon sin que su nombre apareciese.
En 1844, Sprague se encuentra con Asa Gray (1810-1888) en el Harvard College. Durante los siguientes años, Sprague ilustrará numerosas publicaciones científicas como el Atlas (1857) de A. Gray, la parte « Phanerogamia » del compendio de la expedición de Ch. Wilkes (1798-1877), los reportes al Departamento de Guerra realizados por A. Gray y por J. Torrey (1796-1873), etc.
En 1960, la "Biblioteca Houghton" de la Harvard University presentó una selección de una centena de ilustraciones, de diseños y de pinturas. En 2003, las obras de Sprague se presentaron en la "Exposición del Instituto Hunt: American Botanical Prints of Two Centuries.

## Algunas ilustraciones
- 1842 Botanical Text-book de A. Gray

- 1856 Manual of the Botany of the Northern United States de A. Gray, 2ª ed.

- 1848 White Mountain Scenery de W. Oakes (1799-1848)

- 1848-1849 Genera Florae Americae Boreali-Orientalis de A.Gray

- 1855-1860 Reports of Explorations and Surveys, to Ascertain the Most Practicable and Economical Route for a Railroad Route from the Mississippi River to the Pacific Ocean, U. S. War Department

- 1856. Oakes' White Mountain Scenery. Autor William Oakes, ilustró Isaac Sprague. Ed. Crosby, Nichols, & Co. No. 111 Washington Street, 32 p.

- 1875 Report on the Trees & Shrubs Growing Naturally in the Forests of Massachusetts, de George Barrell Emerson (1797-1881), 2ª ed.

- 1876-1882 Wild Flowers of America de George Lincoln Goodale (1839-1923)

- 1882 Beautiful Wild Flowers of America con Alphaeus B. Hervey (1839-1931) reimpreso de Lightning Source, 2009, 108 p. ISBN 1104621789, ISBN 9781104621780

- 1883 Flowers of Field and Forest con Alpheus B. Hervey

- 1883 Wayside Flowers and Ferns con Alpheus B. Hervey, 100 p.

## Fuente
- Rudolph, ED. 1990. Isaac Sprague, 'Delineator & Naturalist'. J. History of Biol. 23 (1) : 91–126

- La abreviatura «I.Sprague» se emplea para indicar a Isaac Sprague como autoridad en la descripción y clasificación científica de los vegetales.[1]